# Wapen van Hardegarijp

Wapen van Hardegarijp

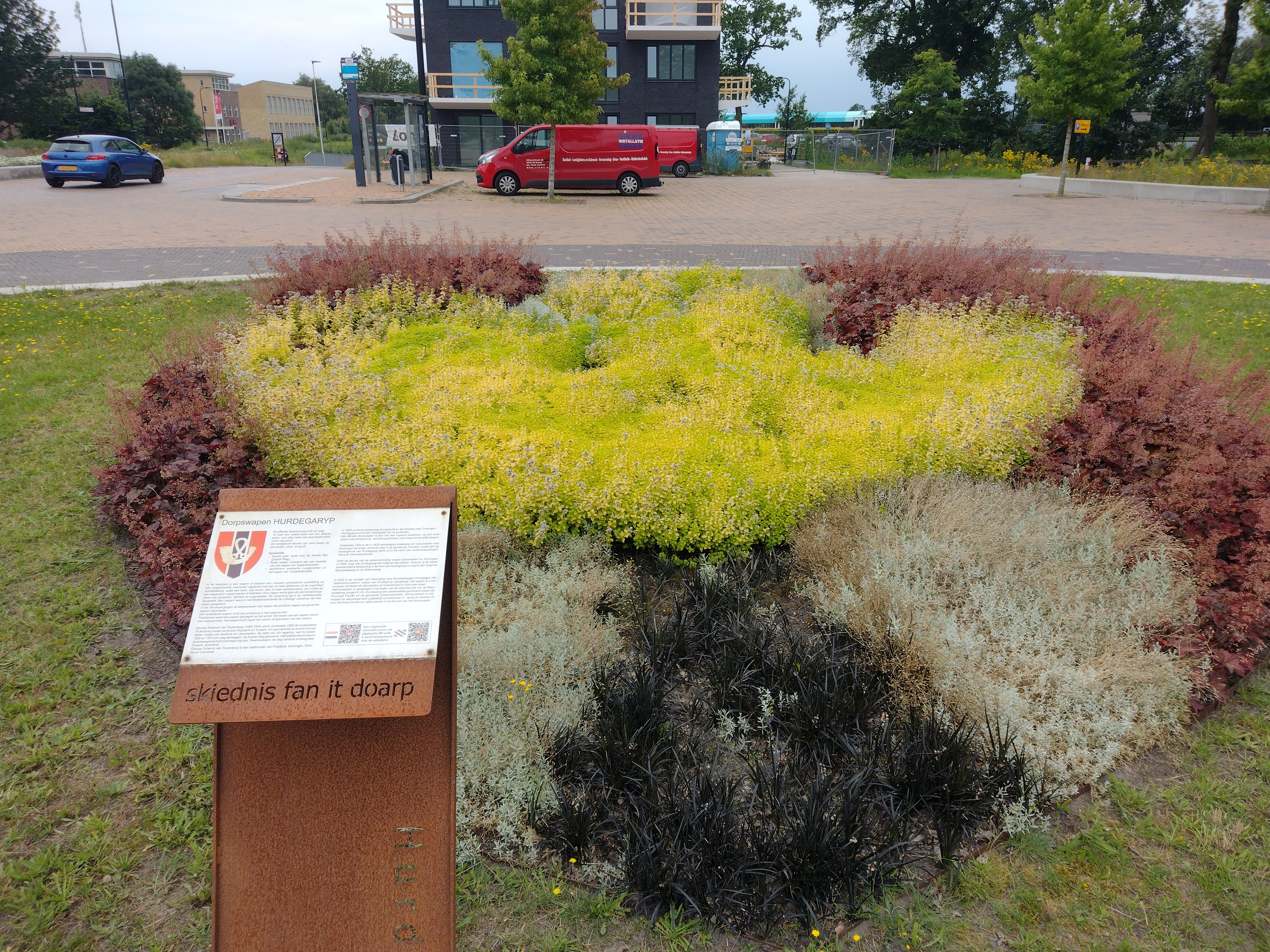
Wapen nagemaakt met bloemen

Het wapen van Hardegarijp is het dorpswapen van het Nederlandse dorp Hardegarijp, in de Friese gemeente Tietjerksteradeel. Het wapen werd in 1984 geregistreerd.

## Beschrijving
De officiële blazoenering luidt in het Fries als volgt:
yn read in swarte peal mei in sulveren seame; oer alles hinne in snuorre jachthoarn fan goud.
De Nederlandse vertaling luidt als volgt:
in rood een zwarte paal met een zilveren zoom; over alles heen een gesnoerde jachthoorn van goud.
De heraldische kleuren zijn: keel (rood), sabel (zwart), zilver (zilver) en goud (goud).

## Symboliek
- Zwarte paal: staat voor de Swarte Wei (Zwarte Weg). Na de aanleg van deze weg in 1830 verplaatste het dorp langzamerhand naar deze weg.[2]
- Rode velden: ontleend aan een kwartier van het wapen van Tietjerksteradeel.[2]
- Jachthoorn: eveneens overgenomen uit het wapen van Tietjerksteradeel.[2]

Het wapen van Tietjerksteradeel (1818)
Het wapen van Tietjerksteradeel (1985).

## Zie ook

Vlag van Hardegarijp